# Любов з привілеями
Любов з привілеями (двохсерійна телеверсія називається «Міські подробиці») — радянський художній фільм 1989 року, драма. Прем'єра відбулася 1 листопада 1990 року.

## Сюжет
Події фільму відбувається за часів Перебудови. Перебуваючи на відпочинку у закритому санаторії, персональний пенсіонер союзного значення, колишній заступник Голови Ради Міністрів СРСР, представник партійної верхівки СРСР Костянтин Гаврилович Кожем'якін (В'ячеслав Тихонов), знайомиться з Іриною (Любов Поліщук), жінкою, що набагато молодша за нього, звичайною співробітницею цього санаторію. Між ними розгорається любов, Кожем'якін освідчується Ірині, вивозить її з собою до Москви і одружується з нею.
Ірина потрапляє до кола радянської еліти, знайомиться з високопоставленими сусідами, отримує доступ до високої якості обслуговування, заморської дивини, іншого дефіциту і інших привілеїв. Костянтин не показує їй, що вона «з іншого кола» (хоча і радить не запрошувати свого зятя на загальну зустріч, мотивуючи це тим, що з її дітьми вони «не зрозуміють один одного, це інша сфера спілкування»), поводиться з нею на рівних.
У Москві, користуючись знайомствами чоловіка, Ірина наводить довідки про обставини арешту свого батька, що був репресований після війни 1952 року і розстріляний, а сім'ю вислали до Воркути, де мати Ірини незабаром померла). Врешті-решт з'ясовується, що в сталінські часи її новий чоловік був одним з тих, хто підписав лист «колективного осуду», після чого її батько був розстріляний. Генерал КДБ, до якого Ірина звернулася з цього питання, розповідає Костянтину Гавриловичу про візит. Між подружжям відбувається пояснення. Ірина не вважає за можливе пов'язувати своє життя з людиною, причетною до загибелі її батька, і розриває стосунки з Костянтином. Намагаючись загладити свою провину, Костянтин намагається по своїх каналах «вибити» для дружини квартиру (замість втраченої при висилці), проте настали нові часи, і це непросто. Але в підсумку йому це вдається, і Ірина отримує квартиру, що дає привід Кожем'якіну вважати свій «благородний» жест як би виправданням свого давнього вчинку. У фіналі, проте, він залишається переконаним, що так звані «прості люди» залежать від партноменклатури, і такий порядок речей непорушний.

## У ролях
- Любов Поліщук —  Ірина Василівна Ніколаєва
- В'ячеслав Тихонов —  Костянтин Гаврилович Кожем'якін
- Олег Табаков —  Микола Петрович, генерал КДБ
- Лідія Федосеєва-Шукшина —  Марія Спиридонівна
- Петро Щербаков —  заступник голови Мосради
- Ігор Волков —  Борис  (озвучує Сергій Гармаш)
- Олександр Феклістов —  Лев Петрович, звільнений лікар Кожем'якіна
- Людмила Корюшкіна —  Катя, кухар в санаторії
- Світлана Жгун —  відпочивальниця-скандалістка, передовик виробництва
- Ірина Гордіна —  Нюра, дочка Ірини
- Володимир Гуркало —  Ігор, зять Ірини
- Юрій Саранцев —  Микола Євгенович Кондаков, новий лікар Кожем'якіна
- Лев Бутенін —  директор санаторію
- Микола Дупак —  голова Ради Міністрів
- Олександра Назарова —  Антоніна Петрівна
- Юрате Онайтіте —  Маргарита Павлівна Красикова
- Олександр Балуєв —  Кожем'якін-молодший
- Анатолій Ведёнкін —  Василь, шофер Кожем'якіна
- Вадим Вільський — гість на весіллі
- Галина Стаханова —  старожил
- Олена Богданова —  старенька в арці
- Інга Будкевич —  реєстраторка РАГСу
- Валентина Дугіна —  дружина Миколи Петровича
- Олександр Кузьмичов —  Петя, напарник Бориса
- Аліка Смєхова —  офіціантка
- Федір Одиноков —  генерал, гість на весіллі
- Віктор Рождественський —  відпочиваючий в санаторії
- Вадим Вільский —  гість на весіллі
- Аркадій Насиров —  танцівник в санаторії

## Знімальна група
- Автор сценарію:  Еміль Брагинський,  Валентин Черних
- Режисер: Володимир Кучинський
- Оператор: Фелікс Кефчіян
- Композитор:  Алемдар Караманов
- Художник:  Геннадій Бабуров